# 소련의 언어
소련은 다양한 언어를 사용했다. 헌법상 공용어는 없었으나
기본적으로 러시아어는 소련 전역의 공용어였다.
각 공화국별로 공용어가 있었는데, 다음과 같다.
우크라이나어, 벨라루스어, 리투아니아어, 라트비아어, 에스토니아어, 루마니아어
, 조지아어, 아르메니아어, 아제르바이잔어
, 카자흐어, 투르크멘어
, 우즈베크어
, 키르기스어, 타지크어
그 밖에 바시키르어, 부랴트어, 핀란드어, 투바어 등이 사용되었다.

## 같이 보기
- 러시아화
- 우크라이나의 언어
- 아제르바이잔의 언어